# Cosme I
|  | Per a altres significats, vegeu «Cosme I de Mèdici». |

Cosme I o Cosme de Jerusalem — grec: Κοσμάς Α΄ Ιεροσολυμίτης— (? - després de 1081) va ser Patriarca de Constantinoble del 2 d'agost de 1075 al 8 de maig de 1081. Va ser proclamat sant per l'Església Ortodoxa, celebrant-se la seva festa el dia 2 de gener (nou calendari).
Originari d'Antioquia de l'Orontes, Cosme va ser educat i va residir a Jerusalem durant gran part de la seva vida, obtenint el seu epítet geogràfic. Va ser designat al patriarcat fora d'un monestir proper o a Jerusalem.
Va coronar l'emperador romà d'Orient Nicèfor III Botaniates. Anul·là el matrimoni de Nicèfor amb l'ex-muller de l'anterior emperador Miquel VII, però no va prendre cap mesura més que degradar al sacerdot que va exercir el servei. Posteriorment va utilitzar la seva influència per intentar convèncer-lo de renunciar a la seva popularitat i l'Imperi va entrar en un període d'inestabilitat.
Cosme també va coronar Aleix I Comnè el 1081. Quan Aleix va intentar repudiar a la seva esposa Irene Ducena per casar-se amb l'ex-emperadriu Maria d'Alània, Cosme va bloquejar amb èxit el matrimoni, ja que ja havia estat casada dos cops. Cosme va renunciar o va ser forçat poc després, ja que la mare d'Aleix, Anna Dalassena Comnena, no li agradava el vincle d'Irene a la família Ducas i es ressentia d'aquesta ingerència. Va continuar pressionant per la renúncia, ja que volia situar el seu favorit en el tron patriarcal, que va aconseguir amb el nomenament d'Eustaqui Garides, poc educat. Segons Anna Comnena, Cosme va dimitir voluntàriament amb la condició que se li permetés coronar primer l'emperadriu Irene, cosa que va fer i després va marxar.
L'acció sinodal més important presa per Cosme va ser la condemna, en 1076-1077, de certes visions herètiques postulades per Joan Ítal, un erudit relacionat amb la família Ducas. En un sentit més general, es diu que el retir de Cosme marca un període on, entre Aleix I i l'emperador Manuel I Comnè, l'Església va assumir una posició de dependència, identificació i subjugació a l'estat, revertint la major autodeterminació que l'Església havia exercit al llarg del segle xi. L'historiador Joan Escilitzes (continuatus) parla malament de Cosme, suggerint que l'emperador el va seleccionar per la seva falta de grandesa, escrivint que després de la mort del patriarca anterior Joan VIII Xifilí, l'emperador Miquel VII «va triar un altre, no del Senat, ni tampoc d'aquells de la Gran Església, ni cap altre dels romans d'Orient famosos per paraula i obra, però un cert monjo Cosme sorgit de la Ciutat Santa, i honrat per l'emperador… tot i que no tenia saviesa ni coneixement…»